# Corrina, Corrina
Corrina, Corrina ist ein US-amerikanischer Film von Jessie Nelson aus dem Jahr 1994.

## Handlung
In den USA der 1950er sucht der Witwer Manny Singer nach einem Hausmädchen, das sich neben dem Haushalt auch um seine Tochter Molly kümmern soll. Molly spricht seit dem Tod ihrer Mutter vor kurzer Zeit nicht mehr. Nach einigen Fehlschlägen bei Vorstellungsgesprächen stellt Manny die Afroamerikanerin Corrina Washington aufgrund ihres Umgangs mit Molly und deren positiver Reaktion ein.
Zu Beginn ihrer Zeit mit Molly entwickelt Corrina anfangs Methoden, wie Molly mit ihr ohne Worte kommunizieren kann. Mit der Zeit öffnet sich Molly langsam gegenüber Corrina und beginnt in ihrer Gegenwart auch positive Emotionen zu zeigen und zu sprechen. Die beiden freunden sich immer weiter an. Als Molly zur Schule gehen soll, fühlt sie sich dort sehr unwohl und schwänzt aus diesem Grund den Unterricht permanent. So nimmt Corrina Molly tagsüber zu ihrer eigenen Familie mit, wo sie viel Zeit verbringt und sich mit Corrinas Nichten anfreundet. Außerdem begleitet Molly Corrina zu deren Zweitjob als Putzhilfe und in einen Gospelchor. Mit der Zeit übernimmt sie zum Unmut ihrer Großmutter einige stereotypische, afroamerikanische Verhaltensweisen.
Molly lädt Corrina dazu ein, mit ihr und Manny zu Abend zu essen, was Corrina widerstrebend annimmt. Bei gemeinsamen Gesprächen stellen Manny und Corrina fest, dass sie sich für dieselbe Musik interessieren. Corrina erzählt ihm außerdem, dass sie mit ihrem Universitätsabschluss gerne kreative Texte schreiben würde, dies aber aufgrund ihrer Hautfarbe nicht möglich sei. Mit der Zeit nähern sich die beiden einander immer weiter an.
Corrinas Schwester Jevina, bei deren Familie Corrina lebt, zeigt sich wenig begeistert davon, dass Corrina sehr viel Zeit verbringt und vermeintlich unbezahlte Überstunden bei Manny und Molly zusammenträgt. Sie versucht Corrina immer wieder mit einem afroamerikanischen Nachbarn zu verkuppeln. Auch Mannys Mutter missfällt, dass Corrina zu viel Zeit mit Manny und ihrer Enkelin verbringt. Sie bemerkt, das ihr Sohn etwas für Corrina empfindet und versucht ihm klarzumachen, dass die beiden aufgrund ihres Hintergrunds nicht zueinander passen. Sie versucht auch, Manny mit der frisch geschiedenen Jenny Davis zusammenzubringen.
In einem Fernsehbeitrag sieht Molly, dass das Rauchen von Zigaretten zum tödlichen Lungenkrebs führen kann. Zudem erwähnte Corrina, dass ihr Exmann vom Zigarettenholen nicht zurückgekehrt ist. Daraufhin versteckt sie immer wieder die Zigaretten von ihrem Vater und Corrina, die sich gegenseitig beschuldigen die Zigaretten des jeweils anderen geraucht zu haben. Nachdem die beiden die von Molly versteckten Zigaretten finden, kommt es zu ersten Zärtlichkeiten.
Kurze Zeit später erhält Manny wegen Mollys Fernbleiben von der Schule einen Anruf. Infolgedessen kommt es zu einem Zerwürfnis zwischen Corrina und Manny und er bricht den Kontakt ab. Am selben Tag stirbt Mannys Vater. Bei der Trauerfeier wird ihm bewusst, dass er Corrina vermisst und liebt. Er fährt zu ihr und sie versöhnen sich.

## Kritiken
Edward Guthmann, San Francisco Chronicle, 10. Februar 1995, schrieb, die Komödie sei besser als frühere Filme mit Whoopi Goldberg, in denen sie ebenfalls Haushälterinnen spielte. Die Komödie sei sentimental, aber nicht ‘klebrig’. Goldberg spiele eine ihrer besten, wärmsten und intelligentesten Rollen.

„Ein einfallsloses Rührstück, das nur zu Beginn unterhält, dann jedoch die vorhersehbare Handlung langweilend abspult.“

## Auszeichnungen
Nominierung für den Young Artist Award für Courtland Mead im Jahr 1995.

## Hintergrund
Der Film wurde in Long Beach (Kalifornien) gedreht. Er startete in den Kinos der USA am 12. August 1994 und in den deutschen Kinos am 27. Oktober 1994. Der Film spielte in den Kinos der USA ca. 20,16 Millionen US-Dollar ein.

## Soundtrack
1. Oleta Adams & Brenda Russell – We Will Find a Way
2. Ted Hawkins – Corrine, Corrina
3. Thurston Harris – Little Bitty Pretty One
4. Sarah Vaughan – They Can’t Take That Away from Me
5. Louis Armstrong & Oscar Peterson – You Go to My Head
6. Dinah Washington – What a Diff’rence a Day Made
7. Peter Cox & Niki Haris – I Only Have Eyes for You
8. Big Joe Turner – Corrine, Corrina
9. Ivie Anderson & Duke Ellington – It Don’t Mean a Thing (If It Ain’t Got That Swing)
10. Jevetta Steele – Over the Rainbow
11. Jackie Wilson – Reet Petite
12. Billie Holiday – Pennies from Heaven
13. Hank Ballard & the Midnighters – Finger Poppin’ Time
14. The Steeles – This Little Light of Mine